# Lady K’awiil Ajaw
Lady K’awiil Ajaw eller Ix K'awiil Ek, född 617, död 682, var en regerande drottning av mayastaden Cobá i Yucatan i sydöstra Mexiko 640-682. 

## Biografi
Det är okänt hur hon tillträdde tronen. Hon efterträdde en kung vid 23 års ålder år 640. Hon var inte stadsstatens första kvinnliga regent: det tycks som om en kvinna regerade som den första av dynastin omkring år 500, som också bar namnet K’awiil Ajaw, och  ytterligare en kvinna regerade cirka år 600.   
Hon bar titeln kaloomte ('överlägsen krigare'). En man avbildades i stadens monument under hennes regeringstid, men han avbildas betydligt färre gånger och förmodas ha varit hennes prinsgemål. 
Få konkreta uppgifter är kända om hennes långa regeringstid. Det är dock känt att hon regerade under en period när Coba åtnjöt en blomstrande ekonomi, politisk stabilitet och militär expansionism: Coba tycks ha dominerat norra Yucatan, och till skillnad från många andra Mayastater inte ha varit vasallstat till den mäktiga Mayastaten Calakmul i söder. Hon har föreslagits vara den monark som beordrade byggandet av den berömda vägen Sacbe 1 mellan Cobá och Yaxuná. Det förmodas att Yaxuná erövrades av Coba vid just denna tid, eller åtminstone att Cobas välde konsoliderades över staden vid denna tid. K’awiil Ajaw tycks ha varit en framgångsrik regent. Hon avbildas stående på fjorton besegrade fiender, vilket är fler än någon annan mayadrottning, och fler än de flesta mayakungar; hon avbildas också i krigiska symboler som ingen annan kvinnlig regent tycks ha avbildats i. 
Hon avled år 682 och efterträddes av kung Chan Yopaat. Cobas storhetstid tycks ha ebbat ut efter hennes regeringstid. 
Ett monument, Stela 1, avbildar henne. 